# Taça de Portugal 2017/18
Die Taça de Portugal 2017/18 war die 78. Austragung des portugiesischen Pokalwettbewerbs. Er wurde vom portugiesischen Fußballverband ausgetragen. Pokalsieger wurde zum ersten Mal Desportivo Aves, das sich im Finale gegen Sporting Lissabon durchsetzte. Aves trat allerdings nicht an der Europa League teil, da der Klub die erforderlichen Unterlagen zum Lizenzierungsverfahren nicht fristgerecht einreichte.
In der ersten Runde wurden die 120 Teilnehmer in acht regionale Gruppen eingeteilt. Dies ermöglichte kürzere Reisen und verbesserte die Spiele mit größerer regionaler Rivalität.
Um die Freilose zu vermeiden, durften 17 Verlierer der ersten Runde in der zweiten Runde nochmals antreten. Die Mannschaften aus der zweitklassigen LigaPro, die in der zweiten Runde einstiegen, mussten gemäß der Wettbewerbsbestimmungen auswärts antreten. Das Gleiche galt für die Teams der Primeira Liga in der dritten Runde. Ab der vierten Runde wurde dann ohne Beschränkungen gelost.
Das Halbfinale wurden in Hin- und Rückspiel ausgetragen. Alle anderen Begegnungen wurden in einem Spiel entschieden. Bei unentschiedenem Ausgang wurde das Spiel um zweimal 15 Minuten verlängert, und wenn nötig im anschließenden Elfmeterschießen entschieden.

## Teilnehmende Teams
| Primeira Liga (18) | Primeira Liga (18) | LigaPro (15) | LigaPro (15) |
| --- | --- | --- | --- |
| - Belenenses Lissabon - Benfica Lissabon - Sporting Braga - Boavista Porto - GD Chaves - Desportivo Aves - GD Estoril Praia - CD Feirense - Marítimo Funchal | - Moreirense FC - FC Paços de Ferreira - Portimonense SC - FC Porto - Rio Ave FC - Sporting Lissabon - CD Tondela - Vitória Guimarães - Vitória Setúbal | - Académica de Coimbra - Académico de Viseu FC - FC Arouca - SC Covilhã - FC Famalicão - Nacional Funchal - Gil Vicente FC - Leixões SC | - UD Oliveirense - CD Cova da Piedade - FC Penafiel - Real SC Queluz - CD Santa Clara - União Madeira - Varzim SC |
| Campeonato de Portugal Prio (79) | | | |
| - RD Águeda - GD Águias Moradal - AC Alcanenense - SR Almancilense - Amarante FC - Anadia FC - Arões SC - Atlético Arcos - CF Armacenenses - Benfica e Castelo Branco - GD Bragança - Caldas SC - AD Camacha - CSD Câmara de Lobos - Casa Pia AC - FC Cesarense - FC Castrense - CD Cinfães - SC Coimbrões - GD Coruchense | - SU 1º Dezembro - Eléctrico Ponte de Sor - SC Espinho - AD Fafe - SC Farense - CD Fátima - FC Felgueiras 1932 - CR Ferreira de Aves - AD Fornos de Algodres - SC Freamunde - GD Gafanha - Aliança Gandra - Gondomar SC - SC Guadalupe - SC Ideal - Louletano DC - GS Loures - SC Lusitânia - Lusitano VRSA - Lusitano FC Vildemoinhos | - CD Mafra - AC Marinhense - Merelinense FC - Minas Argozelo - SC Mirandela - LGC Moncarapachense - Mondinense FC - CDC Montalegre - Olímpico Montijo - Mortágua FC - Moura AC - AD Nogueirense - ARC Oleiros - SC Olhanense - AD Oliveirense - CD Operário - Clube Oriental de Lisboa - FC Pedras Rubras - Juventude Pedras Salgadas - CA Pêro Pinheiro | - CD Pinhalnovense - SC Praiense - SG Sacavenense - SC Salgueiros - AD Sanjoanense - AR São Martinho - Sertanense FC - Sport União Sintrense - GD Sourense - CD Trofense - União Leiria - União Sousense - União Torcatense - SC União Torreense - CF Vasco da Gama - Estrela Vendas Novas - UD Vilafranquense - Vilaverdense FC - FC Vizela |
| Distrikte (41) | | | |
| - Águia FC Vimioso - CD Alcains - Desportivo Almodôvar - Amora FC - GDR Canaviais - CF Canelas 2010 - Charneca Caparica FC - CD Cerveira - Condeixa ACD - FC Crato - SC Esmoriz | - AD Esposende - FC Ferreiras - Ginásio Clube Figueirense - FC Flamengos - SC Lamego - SC Leiria e Marrazes - Alta de Lisboa - SC Lourinhanense - Lusitano GC Évora - AD Mação | - AD Machico - SC Maria da Fonte - Desportivo de Monção - FC Mosteirense - USC Paredes - Vitória do Pico - Sporting Pombal - CD Rabo Peixe - SC Régua - GD Resende | - Atlético Riachense - CDR Quarteirense - SC Rio Tinto - SC Sabugal - GD Sendim - UD Tocha - União Idanhense - CF União de Lamas - FC Vale Formoso - SC Vila Real |

## 1. Runde
Teilnehmer waren 79 Vereine aus der drittklassigen Campeonato de Portugal Prio und 41 Vereine der Distriktverbände. Reservemannschaften von Profiklubs waren nicht teilnahmeberechtigt.

### Série A
| Datum      |                           | Ergebnis              |                      |
| ---------- | ------------------------- | --------------------- | -------------------- |
| 03.09.2017 | Atlético Arcos            | 3:5                   | Minas Argozelo       |
| 03.09.2017 | AD Esposende              | 1:2 n. V.             | União Torcatense     |
| 03.09.2017 | Juventude Pedras Salgadas | 2:0                   | CDC Montalegre       |
| 03.09.2017 | Merelinense FC            | 3:1 n. V.             | CD Cerveira          |
| 03.09.2017 | Águia FC Vimioso          | 1:0                   | Desportivo de Monção |
| 03.09.2017 | Vilaverdense FC           | 2:0                   | GD Bragança •        |
| 03.09.2017 | SC Maria da Fonte         | 1:1 n. V. (4:3 i. E.) | SC Mirandela •       |

### Série B
| Datum      |                     | Ergebnis  |                 |
| ---------- | ------------------- | --------- | --------------- |
| 03.09.2017 | CD Trofense         | 1:0       | Arões SC        |
| 03.09.2017 | FC Pedras Rubras    | 3:1       | AD Camacha      |
| 03.09.2017 | GD Sendim           | 0:5       | AD Oliveirense  |
| 03.09.2017 | FC Felgueiras 1932  | 4:0       | AD Machico      |
| 03.09.2017 | FC Vizela           | 3:0 n. V. | Mondinense FC • |
| 03.09.2017 | CSD Câmara de Lobos | 0:2       | SC Freamunde    |
| 03.09.2017 | AD Fafe             | 0:1 n. V. | Amarante FC     |
| 03.09.2017 | AR São Martinho     | 2:1 n. V. | SC Vila Real •  |

### Série C
| Datum      |                 | Ergebnis              |                   |
| ---------- | --------------- | --------------------- | ----------------- |
| 03.09.2017 | SC Espinho      | 0:0 n. V. (4:3 i. E.) | Aliança Gandra    |
| 03.09.2017 | SC Régua        | 1:3                   | Gondomar SC       |
| 03.09.2017 | União Sousense  | 2:0                   | USC Paredes       |
| 03.09.2017 | CF Canelas 2010 | 3:2                   | CF União de Lamas |
| 03.09.2017 | SC Coimbrões    | 1:0                   | SC Rio Tinto      |
| 03.09.2017 | GD Resende      | 1:0                   | SC Lamego •       |
| 03.09.2017 | CD Cinfães      | 2:2 n. V. (4:5 i. E.) | SC Salgueiros     |

### Série D
| Datum      |                           | Ergebnis |                       |
| ---------- | ------------------------- | -------- | --------------------- |
| 03.09.2017 | AD Nogueirense            | 0:1      | GD Gafanha            |
| 03.09.2017 | AD Sanjoanense            | 3:2      | SC Sabugal            |
| 03.09.2017 | UD Tocha                  | 1:2      | SC Esmoriz            |
| 03.09.2017 | Anadia FC                 | 1:0      | RD Águeda             |
| 03.09.2017 | Lusitano FC Vildemoinhos  | 4:1      | AD Fornos de Algodres |
| 03.09.2017 | CR Ferreira de Aves       | 0:1      | FC Cesarense          |
| 03.09.2017 | Ginásio Clube Figueirense | 1:5      | Mortágua FC           |

### Série E
| Datum      |                          | Ergebnis              |                        |
| ---------- | ------------------------ | --------------------- | ---------------------- |
| 03.09.2017 | União Leiria             | 3:0                   | GD Sourense •          |
| 03.09.2017 | Benfica e Castelo Branco | 5:1                   | SC Leiria e Marrazes • |
| 03.09.2017 | CD Fátima                | 4:0                   | AD Mação               |
| 03.09.2017 | Condeixa ACD             | 3:0                   | Sporting Pombal        |
| 03.09.2017 | Sertanense FC •          | 0:2                   | AC Marinhense          |
| 03.09.2017 | Atlético Riachense       | 0:2 n. V.             | União Idanhense        |
| 03.09.2017 | CD Alcains •             | 1:2                   | GD Águias Moradal      |
| 03.09.2017 | AC Alcanenense           | 0:0 n. V. (4:5 i. E.) | ARC Oleiros            |

### Série F
| Datum      |                     | Ergebnis |                        |
| ---------- | ------------------- | -------- | ---------------------- |
| 03.09.2017 | FC Mosteirense      | 0:3      | Eléctrico Ponte de Sor |
| 03.09.2017 | SC Lourinhanense •  | 0:3      | Caldas SC              |
| 03.09.2017 | SC União Torreense  | 2:1      | GS Loures              |
| 03.09.2017 | UD Vilafranquense • | 1:2      | CD Mafra               |
| 03.09.2017 | FC Crato •          | 1:2      | Sport União Sintrense  |
| 03.09.2017 | SG Sacavenense      | 2:0      | SU 1º Dezembro         |
| 03.09.2017 | CA Pêro Pinheiro    | 5:2      | GD Coruchense •        |

### Série G
| Datum      |                      | Ergebnis |                    |
| ---------- | -------------------- | -------- | ------------------ |
| 02.09.2017 | Vitória do Pico      | 0:3      | Amora FC           |
| 03.09.2017 | SC Praiense          | 4:1      | FC Vale Formoso    |
| 03.09.2017 | Charneca Caparica FC | 0:2      | CD Operário        |
| 03.09.2017 | Olímpico Montijo     | 3:0      | SC Lusitânia       |
| 03.09.2017 | GDR Canaviais •      | 1:4      | SC Guadalupe       |
| 03.09.2017 | Alta de Lisboa       | 4:0      | FC Flamengos       |
| 03.09.2017 | CD Rabo Peixe        | 0:3      | SC Ideal           |
| 03.09.2017 | Casa Pia AC          | 2:0      | CD Pinhalnovense • |

### Série H
| Datum      |                            | Ergebnis              |                      |
| ---------- | -------------------------- | --------------------- | -------------------- |
| 03.09.2017 | SC Olhanense               | 3:1                   | SR Almancilense      |
| 03.09.2017 | SC Farense                 | 7:1                   | Estrela Vendas Novas |
| 03.09.2017 | FC Ferreiras               | 2:5 n. V.             | Moura AC             |
| 03.09.2017 | CF Armacenenses            | 0:1                   | LGC Moncarapachense  |
| 03.09.2017 | Clube Oriental de Lisboa • | 1:2                   | Lusitano VRSA        |
| 03.09.2017 | Lusitano GC Évora          | 3:1                   | CF Vasco da Gama •   |
| 03.09.2017 | Desportivo Almodôvar       | 5:2                   | CDR Quarteirense     |
| 03.09.2017 | Louletano DC               | 1:1 n. V. (4:2 i. E.) | FC Castrense         |

## 2. Runde
Zu den 60 Siegern der 1. Runde kamen 15 Vereine aus der LigaPro, sowie 17 ausgeloste Verlierer der 1. Runde. Reservemannschaften von Profiklubs waren nicht teilnahmeberechtigt. Die Teams der LigaPro mussten auswärts antreten.
| Datum      |                          | Ergebnis              |                           |
| ---------- | ------------------------ | --------------------- | ------------------------- |
| 23.09.2017 | SC Mirandela             | 1:2                   | Académica de Coimbra      |
| 23.09.2017 | Gondomar SC              | 0:1                   | CD Santa Clara            |
| 23.09.2017 | SC Ideal                 | 1:0                   | Desportivo Almodôvar      |
| 24.09.2017 | Minas Argozelo           | 00:3 1                | CD Cova da Piedade        |
| 24.09.2017 | Moura AC                 | 1:0                   | Gil Vicente FC            |
| 24.09.2017 | Merelinense FC           | 3:1                   | Real SC Queluz            |
| 24.09.2017 | Sertanense FC            | 0:2                   | União Madeira             |
| 24.09.2017 | SG Sacavenense           | 0:1                   | FC Arouca                 |
| 24.09.2017 | FC Vizela                | 2:1                   | SC Covilhã                |
| 24.09.2017 | Amarante FC              | 1:0                   | Varzim SC                 |
| 24.09.2017 | UD Vilafranquense        | 1:0                   | FC Penafiel               |
| 24.09.2017 | Condeixa ACD             | 1:3                   | Nacional Funchal          |
| 24.09.2017 | SC Coimbrões             | 1:3                   | FC Famalicão              |
| 24.09.2017 | Lusitano FC Vildemoinhos | 0:1                   | Académico de Viseu FC     |
| 24.09.2017 | GD Sourense              | 0:2 n. V.             | Leixões SC                |
| 24.09.2017 | SC Vila Real             | 1:0                   | UD Oliveirense            |
| 24.09.2017 | AD Oliveirense           | 2:1                   | CD Mafra                  |
| 24.09.2017 | ARC Oleiros              | 3:0                   | União Sousense            |
| 24.09.2017 | Lusitano GC Évora        | 4:1                   | CA Pêro Pinheiro          |
| 24.09.2017 | SC Lourinhanense         | 2:3                   | GD Gafanha                |
| 24.09.2017 | Mortágua FC              | 0:2                   | SC União Torreense        |
| 24.09.2017 | CD Pinhalnovense         | 4:0                   | SC Leiria e Marrazes      |
| 24.09.2017 | CF Canelas 2010          | 3:0                   | GD Resende                |
| 24.09.2017 | SC Olhanense             | 4:1                   | SC Lamego                 |
| 24.09.2017 | CD Fátima                | 4:2 n. V.             | Eléctrico Ponte de Sor    |
| 24.09.2017 | Casa Pia AC              | 5:0                   | GDR Canaviais             |
| 24.09.2017 | GD Coruchense            | 5:2                   | Mondinense FC             |
| 24.09.2017 | SC Praiense              | 2:0                   | Louletano DC              |
| 24.09.2017 | AC Marinhense            | 0:1                   | Clube Oriental de Lisboa  |
| 24.09.2017 | Alta de Lisboa           | 3:2                   | SC Salgueiros             |
| 24.09.2017 | AD Sanjoanense           | 3:0                   | FC Crato                  |
| 24.09.2017 | SC Esmoriz               | 0:1                   | Vilaverdense FC           |
| 24.09.2017 | Amora FC                 | 2:3                   | SC Farense                |
| 24.09.2017 | SC Freamunde             | 4:2                   | SC Maria da Fonte         |
| 24.09.2017 | Águia FC Vimioso         | 2:3                   | CF Vasco da Gama          |
| 24.09.2017 | FC Cesarense             | 3:2                   | GD Águias Moradal         |
| 24.09.2017 | SC Espinho               | 1:0                   | LGC Moncarapachense       |
| 24.09.2017 | Benfica e Castelo Branco | 0:2                   | União Leiria              |
| 24.09.2017 | CD Trofense              | 0:1                   | Sport União Sintrense     |
| 24.09.2017 | FC Felgueiras 1932       | 2:1                   | Juventude Pedras Salgadas |
| 24.09.2017 | União Torcatense         | 2:0                   | Lusitano VRSA             |
| 24.09.2017 | Caldas SC                | 1:0                   | Olímpico Montijo          |
| 24.09.2017 | FC Pedras Rubras         | 0:4                   | Anadia FC                 |
| 24.09.2017 | União Idanhense          | 0:4                   | AR São Martinho           |
| 24.09.2017 | SC Guadalupe             | 2:3                   | CD Operário               |
| 24.09.2017 | GD Bragança              | 1:1 n. V. (3:4 i. E.) | CD Alcains                |

## 3. Runde
Zu den 46 Siegern der 2. Runde kamen die 18 Vereine der Primera Liga hinzu. Diese mussten auswärts antreten
| Datum      |                       | Ergebnis              |                          |
| ---------- | --------------------- | --------------------- | ------------------------ |
| 12.10.2017 | ARC Oleiros           | 2:4                   | Sporting Lissabon        |
| 13.10.2017 | Lusitano GC Évora     | 0:6                   | FC Porto                 |
| 14.10.2017 | CF Vasco da Gama      | 1:6                   | Vitória Guimarães        |
| 14.10.2017 | União Torcatense      | 0:1                   | Marítimo Funchal         |
| 14.10.2017 | AR São Martinho       | 2:3                   | Sporting Braga           |
| 14.10.2017 | Académico de Viseu FC | 0:0 n. V. (3:4 i. E.) | CD Feirense              |
| 14.10.2017 | SC Olhanense          | 0:1                   | Benfica Lissabon         |
| 14.10.2017 | CD Cova da Piedade    | 1:1 n. V. (4:3 i. E.) | Anadia FC                |
| 15.10.2017 | CD Pinhalnovense      | 1:2 n. V.             | Vitória Setúbal          |
| 15.10.2017 | Leixões SC            | 3:2 n. V.             | CD Tondela               |
| 15.10.2017 | AD Sanjoanense        | 0:4                   | Rio Ave FC               |
| 15.10.2017 | CD Fátima             | 0:3                   | GD Chaves                |
| 15.10.2017 | SC Vila Real          | 0:1                   | Desportivo Aves          |
| 15.10.2017 | SC Farense            | 1:0                   | GD Estoril Praia         |
| 15.10.2017 | Moura AC              | 0:0 n. V. (6:7 i. E.) | Portimonense SC          |
| 15.10.2017 | Vilaverdense FC       | 1:0                   | Boavista Porto           |
| 15.10.2017 | CD Santa Clara        | 2:1                   | Belenenses Lissabon      |
| 15.10.2017 | Académica de Coimbra  | 2:1 n. V.             | FC Paços de Ferreira     |
| 15.10.2017 | CD Operário           | 2:4                   | FC Felgueiras 1932       |
| 15.10.2017 | UD Vilafranquense     | 2:1 n. V.             | Casa Pia AC              |
| 15.10.2017 | Alta de Lisboa        | 0:2                   | FC Famalicão             |
| 15.10.2017 | União Madeira         | 3:2                   | Clube Oriental de Lisboa |
| 15.10.2017 | CF Canelas 2010       | 1:3                   | Moreirense FC            |
| 15.10.2017 | União Leiria          | 2:0                   | SC Espinho               |
| 15.10.2017 | FC Cesarense          | 1:2                   | Caldas SC                |
| 15.10.2017 | AD Oliveirense        | 0:0 n. V. (5:4 i. E.) | SC União Torreense       |
| 15.10.2017 | FC Arouca             | 3:0                   | GD Coruchense            |
| 15.10.2017 | Nacional Funchal      | 4:2                   | Merelinense FC           |
| 15.10.2017 | FC Vizela             | 3:1                   | Sport União Sintrense    |
| 15.10.2017 | Amarante FC           | 1:1 n. V. (4:5 i. E.) | SC Ideal                 |
| 15.10.2017 | SC Praiense           | 4:1                   | CD Alcains               |
| 15.10.2017 | GD Gafanha            | 0:0 n. V. (2:4 i. E.) | SC Freamunde             |

## 4. Runde
Ab dieser Runde wurde die Paarungen ohne Beschränkung der Ligazugehörigkeit gelost.
| Datum      |                      | Ergebnis              |                    |
| ---------- | -------------------- | --------------------- | ------------------ |
| 16.11.2017 | Sporting Lissabon    | 2:0                   | FC Famalicão       |
| 17.11.2017 | FC Porto             | 3:2                   | Portimonense SC    |
| 18.11.2017 | Benfica Lissabon     | 2:0                   | Vitória Setúbal    |
| 18.11.2017 | Rio Ave FC           | 1:0                   | Sporting Braga     |
| 19.11.2017 | AD Oliveirense       | 2:3 n. V.             | Marítimo Funchal   |
| 19.11.2017 | SC Farense           | 2:1                   | Leixões SC         |
| 19.11.2017 | Moreirense FC        | 5:2                   | FC Felgueiras 1932 |
| 19.11.2017 | Caldas SC            | 1:1 n. V. (3:1 i. E.) | FC Arouca          |
| 19.11.2017 | Académica de Coimbra | 1:0                   | Nacional Funchal   |
| 19.11.2017 | União Leiria         | 0:3                   | Desportivo Aves    |
| 19.11.2017 | União Madeira        | 4:2                   | SC Freamunde       |
| 19.11.2017 | CD Santa Clara       | 2:0                   | GD Chaves          |
| 19.11.2017 | SC Ideal             | 1:4                   | CD Cova da Piedade |
| 19.11.2017 | SC Praiense          | 3:2 n. V.             | UD Vilafranquense  |
| 19.11.2017 | Vitória Guimarães    | 2:1                   | CD Feirense        |
| 19.11.2017 | FC Vizela            | 2:2 n. V. (2:4 i. E.) | Vilaverdense FC    |

## Achtelfinale
| Datum      |                   | Ergebnis              |                      |
| ---------- | ----------------- | --------------------- | -------------------- |
| 06.12.2017 | Marítimo Funchal  | 0:0 n. V. (2:4 i. E.) | CD Cova da Piedade   |
| 13.12.2017 | União Madeira     | 1:5                   | Desportivo Aves      |
| 13.12.2017 | Moreirense FC     | 2:2 n. V. (6:5 i. E.) | CD Santa Clara       |
| 13.12.2017 | SC Praiense       | 0:1                   | SC Farense           |
| 13.12.2017 | Sporting Lissabon | 4:0                   | Vilaverdense FC      |
| 13.12.2017 | Rio Ave FC        | 3:2 n. V.             | Benfica Lissabon     |
| 14.12.2017 | FC Porto          | 4:0                   | Vitória Guimarães    |
| 30.12.2017 | Caldas SC         | 1:1 n. V. (4:2 i. E.) | Académica de Coimbra |

## Viertelfinale
| Datum      |                    | Ergebnis              |                   |
| ---------- | ------------------ | --------------------- | ----------------- |
| 10.01.2018 | Caldas SC          | 3:2 n. V.             | SC Farense        |
| 10.01.2018 | Rio Ave FC         | 2:2 n. V. (2:4 i. E.) | Desportivo Aves   |
| 10.01.2018 | CD Cova da Piedade | 1:2                   | Sporting Lissabon |
| 11.01.2018 | Moreirense FC      | 1:2                   | FC Porto          |

## Halbfinale
| Datum                   |                 | Gesamt          |                   | Hinspiel | Rückspiel |
| ----------------------- | --------------- | --------------- | ----------------- | -------- | --------- |
| 07.02.2018 / 18.04.2018 | FC Porto        | 1:1 (4:5 i. E.) | Sporting Lissabon | 1:2      | 3:3       |
| 28.02.2018 / 18.04.2018 | Desportivo Aves | 3:1             | Caldas SC         | 1:0      | 2:1 n. V. |

## Finale
| Paarung           | Desportivo Aves – Sporting Lissabon |
| Ergebnis          | 2:1 (1:0) |
| Datum             | 20. Mai 2018 um 17:15 Uhr |
| Stadion           | Estádio Nacional, Oeiras |
| Zuschauer         | 35.890 |
| Schiedsrichter    | Tiago Martins |
| Tore              | 1:0 Alexandre Guedes (16.) 2:0 Alexandre Guedes (72.) 2:1 Fredy Montero (85.) |
| Desportivo Aves   | Quim – Rodrigo Soares, Carlos Ponck, Diego Galo, Nélson Lenho – Fernando Tissone, Vítor Gomes, Bruno Braga (71. Claudio Falcão), Amilton (75. Mama Baldé) – Nildo Petrolina (90.+1' Jorge Fellipe), Alexandre Guedes Cheftrainer: José Mota      |
| Sporting Lissabon | Rui Patrício – Stefan Ristovski, Sebastián Coates, Jérémy Mathieu, Fábio Coentrão (63. Josip Mišić) – William Carvalho (46. Fredy Montero), Rodrigo Battaglia, Bruno Fernandes, Gelson Martins – Marcos Acuña, Bas Dost Cheftrainer: Jorge Jesus |
| Gelbe Karten      | Amilton, Carlos Ponck, Vítor Gomes, Mama Baldé, Nildo Petrolina – Marcos Acuña |